# احمد تگودار
سلطان احمد تگودار پس از پدرش هولاکوخان و برادرش اباقا سومین پادشاه سلسلۀ ایلخانان ایران بود. او در ابتدا یک مسیحی نسطوری بود اما بعداً به دین اسلام (مذهب تسنن) گروید، خود را احمد نامید و به سنت پادشاهان مسلمان خود را سلطان نامید. او برخلاف اخلافش و نیز برخلاف رای و نظر امیران و بزرگان مغول دشمنی و جنگ با مملوکان مصر را ادامه نداد و برای سلطان مملوک پیام دوستی فرستاد. همین کار باعث تضعیف جایگاه او نزد بزرگان مغول شد. ارغون فرزند اباقا که از ابتدا مدعی جدی تاج و تخت ایلخانی بود دست به شورش نهاد و با پشتیبانی امرا و بزرگان مغول تگودار را به زیرآورد و برتخت او نشست و تگودار که پیشتر در راه تثبیت قدرتش یکی از شاهزادگان مغول به نام قونقورتای را به قتل رسانده بود، به همین جرم محاکمه و در بیست و ششم جمادی‌الاول ۶۸۳ ه‍.ق /۱۲۸۴ م. با شکستن کمرش اعدام شد. این نوع اعدام برای ریخته نشدن خون بزرگان مغول انجام می‌شده‌ است.

## خانواده
همسران
- توکوز خاتون، از قبیلهٔ قنقرات
- آرمینی خاتون، از قبیلهٔ قنقرات
- بایتگین خاتون، دختر حسین آغا
- توداگو خاتون، دختر موسی کورکان
- ایل قتلق خاتون، دختر کینگشو
- تودای خاتون (ازدواج ۶ آوریل ۱۲۸۴)، بیوهٔ اباقا خان
- قورقوچین آگاچی، مادر نوقاچی
- قونقورچین آگاچی، مادر کلتورمیش خاتون

پسران
- قپلان‌چی - از آرمینی خاتون
- ارسلان‌چی - از آرمینی خاتون
- نوقاچی - از قورقوچین آگاچی

دختران
- کوچوک خاتون - از توکوز خاتون، ازدواج با الیناق
- کونچاک خاتون - از آرمینی خاتون، ازدواج با ایرینجین (پسر ساروچا آغا)
- چچک خاتون - از آرمینی خاتون، ازدواج با بوراچو (پسر دورابای)
- مینو خاتون - از آرمینی خاتون، ازدواج با جندان (پسر گارای باورچی)
- سیلون خاتون - از توگادو خاتون، ازوداج با قراچه
- کلتورمیش خاتون - از قونقورچین آگاهچی، ازدواج نخست با شادای (پسر بوغو)، ازدواج دوم با توغان (پسر شادای)